# Rodrigo Gambale
Rodrigo Gambale Vieira (Mogi das Cruzes, 17 de março de 1984) é um empresário e político brasileiro, filiado ao Podemos (PODE). É deputado federal por São Paulo.
Exerceu o mandato de deputado estadual pelo estado de São Paulo, eleito em 2018 com 86.981 votos.
Nas Eleições gerais de 2022, foi eleito deputado federal com 108.209 votos, 0,46% dos votos validos.
É irmão da prefeita de Ferraz de Vasconcelos, Priscila Gambale.

## Controvérsias

### Denúncia de Funcionária "Fantasma" e Peculato
Na época, Deputado estadual pelo PSL, Rodrigo foi denunciado pelo Ministério Público Paulista sob a acusação de Peculato por manter uma funcionária "fantasma" em seu Gabinete. 

De acordo com a denúncia, a mulher recebeu 26 salários correspondentes ao cargo de assistente parlamentar ‘V’, em um total de R$ 120.755,74 ilicitamente desviados dos cofres públicos.